# 巴納比·喬伊斯
巴納比·喬伊斯（英語：Barnaby Joyce；1967年4月17日—），是澳洲的一位政治家，前任澳大利亚副总理、澳洲國家黨領袖。
他在阿博特內閣和滕博爾內閣擔任農業部長職務，2016年由于原国家党党魁退休辞职，当选继任国家党党魁，并按照惯例出任副总理。
2017年8月14日確認其父親為來自新西兰的移民，故曾具有雙重國籍。2017年10月27日，澳大利亞高等法院判決巴納比·喬伊斯因為擁有雙重國籍，不符合2016年澳大利亞聯邦大選的參選資格，因此當選無效。
喬伊斯放棄新西蘭國籍後，在2017年12月2日的眾議院議席補選中勝出，重新返回國會和內閣。但僅兩個月後便因身陷性醜聞而辭掉部長。
2021年6月，他成功挑戰麦克·麦科米克，在黨團會議中再度當選黨魁並第三度就任副總理。

## 外部連結
- . Parliament of Australia.   [2017-10-29]. （原始内容存档于2021-03-13）.; webpage includes transcript of maiden speech; and all other parliamentary speeches.

| 澳大利亚议会                                | 澳大利亚议会                                     | 澳大利亚议会           |
| ------------------------------------------- | ------------------------------------------------ | ---------------------- |
| 前任者： Len Harris                         | 澳大利亚参议院昆士蘭州議員 2005–2013             | 繼任者： 巴里·奧蘇利文 |
| 前任者： Tony Windsor                       | 澳大利亚众议院新英格蘭選區議員 2013–2017； 2017– | 現任                   |
| 官衔                                        |                                                  |                        |
| 前任者： 喬爾·菲茨吉本 農業、漁業及林業部長 | 農業及水資源部長 2013–2017                       | 繼任者： 麦肯·腾博     |
| 前任者： 沃倫·特拉斯                        | 澳大利亚副总理 2016–2017； 2017–2018             | 繼任者： 麦克·麦科米克 |
| 政党职务                                    |                                                  |                        |
| 前任者： 奈格爾·斯卡良                      | 澳大利亞國家黨參議院領袖 2008–2013               | 繼任者： 奈格爾·斯卡良 |
| 前任者： 奈格爾·斯卡良                      | 澳大利亞國家黨副領袖 2013–2016                   | 繼任者： Fiona Nash    |
| 前任者： 沃倫·特拉斯                        | 澳大利亞國家黨領袖 2016–2018                     | 繼任者： 麦克·麦科米克 |